# Air Bud : Buddy star des paniers
Série Air Bud
Air Bud 2
(1998)
Pour plus de détails, voir Fiche technique et Distribution.
Air Bud : Buddy star des paniers ou Tobby : Le Joueur étoile au Québec (Air Bud) est un film américano-canadien réalisé par Charles Martin Smith, sorti en 1997.

## Synopsis
Josh, un jeune garçon solitaire et timide, vient d'emménager dans une nouvelle ville après la mort de son père. Dans son jardin, il trouve un golden retriever voulant fuir son méchant maître et décide de le nourrir avec des yaourts. Décidant de l'adopter, il se rend bien vite compte que son nouvel animal pourrait bien l'aider à remporter le tournoi de basket-ball de son école...

## Fiche technique
Sauf mention contraire, cette fiche technique est établie à partir d'IMDb .
- Titre original : Air Bud
- Titre français : Air Bud : Buddy star des paniers
- Titre français (autre) : Tobby, La Star des Toutous [2]
- Titre québécois : Tobby : Le Joueur étoile
- Réalisateur : Charles Martin Smith
- Scénario : Paul Tamasy et Aaron Mendelsohn d'après le personnage Air Bud créé par Kevin DiCicco
- Direction artistique : Eric Fraser
- Décors : David Chiasson
  - Création des décors : Elizabeth Wilcox
- Costumes : Jana Stern
- Photographie : Mike Southon
- Son : Stanley Kastner et Samuel Lehmer (mixage son)
- Montage : Alison Grace
- Distribution des rôles : Abra Edelman et Elisa Goodman
- Musique : Brahm Wenger
- Effets spéciaux : Adrian Fisher, Dan Keeler
  - Coordinateur des effets spéciaux : Andrew Chamberlayne, Philip Edward Jones, Darren Marcoux
  - Assistant effets spéciaux : Gord Currie
- Maquillage : Joann Fowler
- Coiffure : Andrea Simpson
- Cascades : Jim Broyden, Kimberly Howie, Luke Waidmann, Owen Walstrom, John Wardlow, Keith Wardlow
  - Coordinateur de cascades : Scott J. Ateah, Bill Stewart
- Production : Robert Vince et William Vince
  - Producteur exécutif : Michael Potkins
  - Producteur délégué :	Michael Strange, Anne Vince, Bob Weinstein et Harvey Weinstein
  - Producteur associé : James A. Jusko
- Société de production : Walt Disney Pictures, Keystone Pictures
- Société de distribution : 
  - États-Unis : Buena Vista Pictures Distribution, Buena Vista Home Video en (Laserdisc) et (DVD)
  - France : SND Films, Canal J et E.M. Entertainment en (DVD)
  - Canada : Malofilm Distribution, Malofilm Vidéo, Warner Home Video en (DVD)
  - Belgique : RCV Film Distribution
- Pays d’origine :  États-Unis,  Canada
- Langue originale : anglais
- Format : Couleur (Technicolor) - 35 mm - 1,85:1 - Son : Dolby Digital
- Genre : Comédie dramatique, Sport (Basket-ball)
- Durée : 98 minutes
- Dates de sortie :
  - États-Unis : 1er août 1997
  - Canada : 1er août 1997
  - France : 29 avril 1998
  - Belgique : 29 avril 1998

## Distribution
- Kevin Zegers (VF : Donald Reignoux ; VQ : Nicolas Pensa) : Josh Framm
- Air Buddy (en) († 1998) : lui-même (Tobby en VQ)
- Michael Jeter (VQ : François Sasseville) : Norman « Norm » Snively, le clown
- Wendy Makkena (VF : Brigitte Berges ; VQ : Natalie Hamel-Roy) : Jackie Framm
- Bill Cobbs (VQ : Victor Désy) : le coach Arthur Chaney
- Eric Christmas (VQ : Benoît Marleau) : le juge Cranfield
- Nicola Cavendish (en) (VQ : Johanne Léveillé) : la principale Pepper
- Brendan Fletcher (VF : Alexis Tomassian) : Larry Willingham
- Norman Browning : Buck Willingham
- Stephen E. Miller (VQ : Yves Corbeil) : le coach Joe Barker
- Alan Lavian : Tom Stewart
- Jessibelle et Katy Mahter : Andrea Framm

 Source et légende : version française (VF) sur RS Doublage et version québécoise (VQ) sur Doublage Québec

## Sorties internationales
Sauf mention contraire, les sorties internationales sont issues de l'IMDb.

### Sorties cinéma
- Canada : 1er août 1997
- États-Unis : 1er août 1997
- Espagne : 4 décembre 1997
- Corée du Sud : 1er janvier 1998
- Argentine : 22 janvier 1998
- Slovaquie : 19 février 1998
- Brésil : 20 février 1998
- Islande : 20 mars 1998
- Australie : 9 avril 1998
- Thaïlande : 24 avril 1998
- Belgique : 29 avril 1998
- France : 29 avril 1998
- Allemagne : 14 mai 1998
- Suisse allemande : 29 mai 1998
- Pays-Bas : 11 juin 1998
- Turquie : 12 juin 1998
- Royaume-Uni : 23 octobre 1998
- Singapour : 29 avril 1999
- Hongrie : 19 août 1999

### Sorties directement en vidéo
- Suède : 1er septembre 1998
- Japon : 6 août 1999

## Box-office
Sauf mention contraire, les informations suivantes sont issues de Box Office Mojo.
- Budget : 3 000 000 $ (USD) (estimation)[7].
- Recettes du 1er week-end aux États-Unis : 4 878 632 $ (USD) (du 1er août 1997 au 3 août 1997)
- Recettes aux États-Unis : 23 144 499 $ (USD)

## Autour du film
Le 14 janvier 2007, Disney s'associe à l'American Kennel Club pour fournir des bonus sur l'éducation des golden retrievers à l'occasion de la sortie en DVD de Air Bud (1993).

### La série
La saga Air Bud est composée de cinq films:
- Air Bud : Buddy star des paniers (1997) (basket-ball)
- Air Bud 2 (1998) (football américain)
- Air Bud 3 (2000) (football)
- Tobby méga super champion (2002) (baseball)
- Air Bud superstar (2003) (volley-ball)

Dans chaque épisode, le chien Buddy (Tobby au Québec) apprend un nouveau sport. Le premier film fut suivi d'un autre au cinéma, puis de plusieurs films sortis directement en vidéo. Mais la répétition du même concept, avec un scénario très légèrement différent, fit que la série ne rencontra pas un important succès malgré celui du premier film.

### La série Air Buddies
- Cinq Toutous prêts à tout (2006)
- Les Copains des neiges (2008)
- Les Copains dans l'espace (2009)
- Les copains fêtent Noël (2010)
- Les Copains et la Légende du chien maudit (2011)
- Les Copains chasseurs de trésor (2012)
- Les Copains super-héros (2013)

Ces sept films racontent les aventures des chiots de Air-Bud (appeler Buddy dans cette nouvelle série de films).

## Récompenses et distinctions
Sauf mention contraire, les récompenses et distinctions sont issues de l'IMDb.

### Nominations
- 1998 : Kids' Choice Awards - Animal mignon préféré pour Buddy
- 1998 : Young Artist Awards - Best Performance in a Feature Film - Supporting Young Actor pour Brendan Fletcher
- 1998 : (en) Young Star Awards - Best Young Actor in a Comedy Film pour Kevin Zegers

### Prix
- 1998 : Young Artist Awards - Best Family Feature Film - Comedy
- 1998 : Young Artist Awards - Best Performance in a Feature Film - Leading Young Actor pour Kevin Zegers
- 1997 : Genie Awards - Prix spécial : Bobine d'or pour Robert Vince et William Vince